# Yunlong, Dali
Yunlong, tidigare stavat Yünlung, är ett härad i Dali, en autonom prefektur för baifolket i Yunnan-provinsen i sydvästra Kina. 